# Gianluca Capitano
Gianluca Capitano (Chieti, 4 de agosto de 1971) es un deportista italiano que compitió en ciclismo en la modalidad de pista, especialista en la prueba de tándem.
Ganó dos medallas de oro en el Campeonato Mundial de Ciclismo en Pista, en los años 1990 y 1992.

## Medallero internacional
| Campeonato Mundial | Campeonato Mundial | Campeonato Mundial | Campeonato Mundial |
| Año                | Lugar              | Medalla            | Competición        |
| ------------------ | ------------------ | ------------------ | ------------------ |
| 1990               | Maebashi (Japón)   | Medalla de oro     | Tándem (A)         |
| 1992               | Valencia (España)  | Medalla de oro     | Tándem (A)         |